# France (film)
France è un film del 2021 scritto e diretto da Bruno Dumont.
Il film, con protagonista Léa Seydoux, è stato presentato in concorso al 74º Festival di Cannes.

## Trama
France de Meurs è la giornalista di punta di una televisione privata francese, star del telegiornale del canale grazie al suo fascino e ai suoi servizi di grande impatto sulle zone di guerra. Tuttavia, quando vediamo il dietro le quinte dei suoi servizi, è chiaro come la sua preoccupazione non sia solo la rigorosa verità giornalistica, bensì la messa in scena di sequenze che la mettano in mostra. La donna, costantemente seguita dalla sua cinica assistente Lou, è sposata con Fred e ha un figlio, Jojo, ma il rapporto con loro è molto teso, perché il lavoro occupa la maggior parte del suo tempo.
Una mattina, mentre accompagna il figlio a scuola, urta con l'auto un giovane, Baptiste, un fattorino in scooter. L'evento viene immediatamente sfruttato dai social network e lei si rende conto della fragilità della sua popolarità. Sinceramente colpita dalla sorte di Baptiste, che è finito in ospedale, va a trovarlo e decide di aiutare la sua famiglia contro il parere del marito. Poi sprofonda nella depressione e decide di abbandonare il lavoro.
Si reca quindi in una clinica psichiatrica sulle Alpi, dove incontra Charles Castro, un giovane sedicente professore di latino che si sta sottoponendo a una cura e che la seduce, per poi scoprire che si tratta di un giornalista senza scrupoli che l'ha ingannata per fare un servizio su di lei. Nonostante il giovane le dica di essersi davvero innamorato di lei, lei lo respinge violentemente, profondamente offesa per quanto accaduto.
Tornata a Parigi, France riprende il suo lavoro alla stazione televisiva, mentre Charles cerca inutilmente di farsi perdonare. Il ritorno negli studi televisivi viene però rovinato da Lou, che inavvertitamente manda in onda un cinico scambio di battute tra lei e France, mentre scorrono le immagini di un servizio sui migranti effettuato sulle coste del Mediterraneo. Infine la morte del marito e del figlio in un incidente d'auto gettano France ancor di più nella depressione. Dopo aver toccato il fondo, si rende conto che i suoi problemi precedenti erano insignificanti e si riavvicina a Charles, l'unico uomo ad amarla veramente.

## Produzione
Il titolo originale del film, Par un demi-clair matin, richiamava all'opera postuma di Charles Péguy Par ce demi-clair matin. Dumont ha descritto il film come: «una riflessione sui media odierni [...] Molte brave persone che lavorano nel giornalismo sono coinvolte in un sistema che le schiaccia totalmente. Com'è che individui così intelligenti arrivano a considerare il loro pubblico così poco da proporgli roba così volgare? Si tratta di alienazione del pubblico con la scusa dell'intrattenimento».
France de Meurs è stata descritta giornalisticamente come «la figlia illegittima tra Laurence Ferrari (per i dibattiti in studio) e Christiane Amanpour (per i reportage di guerra)».
Le riprese sono cominciate nell'ottobre 2019, ottenendo il raro permesso di girare all'interno dell'Eliseo. Si sono tenute anche nella Côte d'Opale, in Baviera, in Puglia e nella cittadina fantasma di Craco in Basilicata.

## Promozione
La prima locandina del film è stata diffusa online nel giugno 2021, mentre il primo trailer il 9 luglio 2021.

## Distribuzione
Il film è stato presentato in anteprima il 15 luglio 2021 in concorso alla 74ª edizione del Festival di Cannes e distribuito nelle sale cinematografiche francesi da ARP Sélection a partire dal 25 agosto 2021. È stato distribuito in quelle italiane da Academy Two a partire dal 21 ottobre 2021.

## Riconoscimenti
- 2021 - Festival di Cannes[1]
  - In concorso per la Palma d'oro